# 投扇興

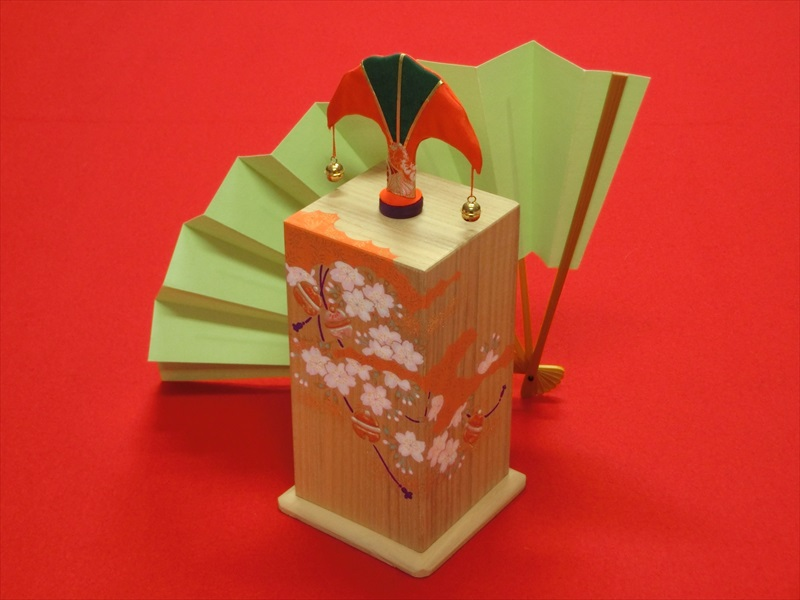

投扇興（とうせんきょう）とは日本の伝統的対戦型ゲームの一種である。桐箱の台に立てられた「蝶」と呼ばれる的に向かって扇を投げ、その扇・蝶・枕によって作られる形を、源氏物語や百人一首になぞられた点式にそって採点し、その得点を競う。

## 歴史・由来
投扇興の起こりは江戸時代の中期、安永二年 (1773) の頃の京都であったとされている。中国伝来の投壺（とうこ）という遊びがあったが、これは作法やルールが煩わしく、誰でも手軽に遊べるものではなかった。そこで女性や子供でも、手軽に楽しめる遊びとして投扇興が考案され、庶民の間で大流行した。
しかし、投扇興が賭博に利用されることもあり、幕府からたびたび禁止令が出さることもあった。そして明治以降は、西洋化の影響などによって投扇興も、ごく一部の人の間で楽しまれる程度に衰退していった。
戦後になって復古され、現在は大小の団体が様々なルールや形式を用いてそれぞれ活動している。またマスメディアによって、度々取り上げられ、認知度もかなり上がっている。

## 投扇興の道具
- 蝶（的）
- 枕（台）
- 投扇興用の扇

### 蝶
的のこと。イチョウの葉の形をした、布張りの両脇に鈴を垂らした物が一般的。下には五円玉数枚を入れた錘がついている。大きさは、流派によっても異なるが9×9cm程度。
その他にも木製の物や、和紙で小銭を包んだおひねりの「花」と呼ばれる的を用いることもある。

### 枕
的を乗せる台のこと。主に桐材を使用する。絵が描かれている物、筆で文字が書かれている物、友禅紙を貼った物などがある。大きさは流派によっても異なるが17.5×9×9cm程度である。

### 扇
投扇興専用の規格で作られたものを用いることが多い。
宮脇賣扇庵の扇や、其扇流とその支流で用いる扇は、閉じた時の長さが約25cm、開くと幅が約40cm程度の骨8本の物を用いる。この扇は紙の重さに対して、骨を薄く少なくして、軽量化させることにより、ふわりと飛ばせるようになっている。
これに対して、戸羽流や御扇流は骨10本、あるいは12本の扇を用いる。

## 流派・団体
流派としては其扇流（きせんりゅう）・御扇流（みせんりゅう）・都御流（みやこおんりゅう）・戸羽流（とわりゅう）の四大流派が有名である。その他にも数々の流派・団体が存在し、その数は数十はあると考えられる。

### 其扇流・東都浅草投扇興保存振興会
1975年頃に浅草観光連盟に於いての扇塚供養のイベントとして浅草にゆかりのある物として復古された。浅草見番で毎年1月 - 9月の奇数月に例会を行い11月には大会、毎年4月には浅草寺伝法院で大会を開いている。連と呼ばれる数人から数十人のグループでの独自の活動もあちこちで行われている。
銘定は宮脇賣扇庵の点式をベースにして点数にアレンジを加えた源氏物語形式を使用している。発足当初は使用する銘を19種類に絞っていたが、後に26種類、40種類、そして2013年に最終形の54種類に増やされた。
道具は荒井文扇堂製などを用いる。

### 夕霧の会
2004年に発足。最初は其扇流の源氏物語形式40種類を採用していたが、後に独自の源氏物語54種類に移行した。北海道及び関東圏を中心に活動している。
道具は宮脇賣扇庵製などを用いる。

### 日本投扇興連盟
前身は其扇流の赤坂連。独自の百人一首形式31種類で普及活動を行なっている。東京・埼玉・栃木・群馬に支部があり、定例会が開かれている。
日光二荒山神社では毎年大会が行われる。
道具は投扇菴製などを用いる。

### 蟻蟻連・神楽坂投扇興の会
銘定は宮脇賣扇庵の点式をベースにして点数にアレンジを加えた源氏物語形式を使用している。
道具は雲錦堂製などを用いる。

### 都御流
よきひ形式と源氏物語形式（宮脇賣扇庵の点式）、組扇（団体戦）、そして投壺も行なっている。京都と東京に道場があり、例会が開かれている。
道具は宮脇賣扇庵製などを用いる。

### 戸羽流・戸羽の会
ネット通販などでもっと道具が流通している流派。扇や半げしょうで予約をすれば体験する事が出来る。
点式は18種類の百人一首形式と、名前を変えた源氏物語形式が存在する。しかし、近年になってこの会で使用する市販されている道具にセットでついてくる点式が新たな源氏物語形式に変更されている。

### 後楽園遊扇会
2000年の「おかやま後楽園300年祭」で投扇興を行なった事により始まる。点式は、戸羽流の百人一首形式などと同じ物を、名前を変えて使用している。
使用している道具は御扇流の道具、戸羽流の道具、荒井文扇堂製などが見受けられる。

### 御扇流・日本投扇興保存振興会
1974年に設立された投扇興の団体としてもっと歴史のある流派。現在はNPO法人となっている。秋篠宮文仁親王も幼少期に遊ばれた事がある。また、ミス投扇興を選出しており、松居一代もその一人であった。
点式は独自の百人一首形式24種類を使用する。道具は枕や蝶は大きく、それに比べ扇は小さい物を使用し、ルールも非常に独自性がある。

### 美扇流
関西、大阪を中心に活動している投扇興の流派。シテ方　観世流　能楽師の藤井丈雄が家元を務めている。
戦前に大阪の心斎橋一丁目で営業していた久保田扇舗の源氏物語形式54種類の点式を復刻し、一部改変してて使用している。

## ゲームの流れ・ルール
流派によっても違うが、緋毛氈の中央に的を置き、投者2名が向かい合って扇を交互に10回程度投げて、合計得点の高いほうが勝者となる。
投げる距離は0.9 - 1.8m。距離が近い流派の場合、投げる際に前かがみになってはならない、など制約がある。

## 銘定
扇・蝶・枕によって作られる形を投扇興では「銘」と呼ぶ。銘は『源氏物語』54帖の名前が付けられているもの、『百人一首』に因んだ名前が付けられているもの、地域にゆかりのある名前が付けられているものなどがある。
また流派により同じ銘においても定義や点数が大きく異なる場合もある。基本的に枕を倒した場合の得点は低く（基本的にマイナス点）、形が精美かつ難易度の高い形になった場合の得点は高くなるように設定されている。
其扇流などは銘定を門外不出としている一方、夕霧の会・日本投扇興連盟・美扇流などは公式サイト等でPDFファイルで配布している。

### 宮脇賣扇庵の銘定
宮脇賣扇庵で販売されている点式の源氏物語形式54種類の銘定を紹介する。
この点式は宮脇賣扇庵で投扇興を販売し始めた大正の頃から、現在まで発行され続けている。
そしてこの銘定は現在、都御流で使用している他、其扇流や夕霧の会、神楽坂投扇興の会、京要の会なども点数や解釈を改変して使用しているなど、多くの団体でベースとなっているため、投扇興の銘定の標準の形と言える。
なお、各銘の但し書きにおいては、ここでは割愛する。
- 桐壺（75点）
- 帚木（80点）
- 空蝉（15点）
- 夕顔（8点）
- 若紫（10点）
- 末摘花（2点）
- 紅葉賀（4点）
- 花宴（5点）
- 葵（5点）
- 賢木（7点）
- 花散里（無点）
- 須磨（10点）
- 明石（20点）
- 澪標（55点）
- 蓬生（35点）
- 関屋（1点）
- 絵合（3点）
- 松風（4点）
- 薄雲（2点）
- 朝顔（8点）
- 乙女（65点）
- 玉鬘（25点）
- 初音（15点）
- 胡蝶（85点）
- 蛍（5点）
- 常夏（5点）
- 篝火（90点）
- 野分（過料30点）
- 行幸（3点）
- 藤袴（5点）
- 真木柱（30点）
- 梅ヶ枝（4点）
- 藤裏葉（45点）
- 若菜上（2点）
- 若菜下（7点）
- 柏木（5点）
- 横笛（55点）
- 鈴虫（8点）
- 夕霧（8点）
- 御法（95点）
- 幻（25点）
- 匂宮（5点）
- 紅梅（60点）
- 竹河（15点）
- 橋姫（30点）
- 椎本（25点）
- 總角（10点）
- 早蕨（4点）
- 宿木（8点）
- 東屋（5点）
- 浮舟（20点）
- 蜻蛉（45点）
- 手習（無点）
枕に当たった場合はこつん（過料2点）
- 夢浮橋（100点）

### 日本投扇興連盟の銘定
日本投扇興連盟の銘定は、源氏物語形式の銘定の形や点数を元に、百人一首見立てで31種類に集約している。
倒れた蝶と扇が重なり合った場合、どちらが上でも下でも同じ銘になったり、蝶を倒さない限り点数がつかないなどの特徴がある。
「風をいたみ」など図で蝶が2個あるものは、蝶が扇の上でも下でもいいことを表している。
| 図 | 銘         | 点数     | 状態                                                                             |
| -- | ---------- | -------- | -------------------------------------------------------------------------------- |
|    | 吹くから   | 過料20点 | 枕が倒れる。 ※蝶が立てば無点                                                     |
|    | ほととぎす | 無点     | 扇子が蝶を落とさない。 ※箱面を打てば「こつり」過料1点（蝶が落ちて立てば無点）    |
|    | 瀬を早み   | 1点      | 扇子と蝶が落ちて倒れる。                                                         |
|    | 夏の夜     | 2点      | 扇子と蝶が落ちて倒れ、枕・扇子・蝶の順に並ぶ。                                   |
|    | これやこの | 3点      | 扇子と蝶が落ちて倒れ、扇子・枕・蝶の順に並ぶ。                                   |
|    | 天の原     | 4点      | 扇子が枕に寄りかかり、蝶は落ちて倒れる。                                         |
|    | 風をいたみ | 4点      | 扇子と蝶が落ちて倒れ、少し重なり合う。                                           |
|    | もろとも   | 5点      | 扇子が落ちて倒れ、蝶は枕の上で倒れる。                                           |
|    | めぐり逢ひ | 5点      | 扇子と蝶が落ちて倒れ、地紙と蝶が重なり合う。                                     |
|    | 契りきな   | 6点      | 扇子が枕に寄りかかり、蝶は落ちて倒れ、扇子・枕・蝶の順に並ぶ。                   |
|    | このたび   | 7点      | 扇子が落ちて倒れ、蝶は枕にぶら下がる。                                           |
|    | きりぎりす | 7点      | 扇子と蝶が落ちて倒れ、骨と蝶が重なり合う。                                       |
|    | 秋風       | 8点      | 扇子が枕に寄りかかり、その扇子の下に蝶が倒れる。                                 |
|    | 春の夜     | 8点      | 扇子が枕に寄りかかり、蝶は枕の上で倒れる。                                       |
|    | 山川       | 8点      | 扇子が枕に寄りかかり、その扇子に蝶が寄りかかる。                                 |
|    | いにしへ   | 8点      | 扇子と蝶が落ちて倒れ、要と蝶が重なり合う。                                       |
|    | 寂しさ     | 10点     | 扇子が落ちて倒れ、蝶は落ちて立つ。                                               |
|    | わびぬれば | 11点     | 扇子が枕の上に乗り、蝶は落ちて倒れる。                                           |
|    | わが庵     | 13点     | 扇子が枕に寄りかかり、蝶は落ちて立つ。                                           |
|    | 難波江     | 15点     | 蝶が枕の上で倒れ、その上に扇子が乗る。                                           |
|    | 田子の浦   | 15点     | 扇子が枕に寄りかかり、蝶は落ちて立ち、扇子・枕・蝶の順に並ぶ。                   |
|    | 筑波嶺     | 18点     | 扇子が枕に寄りかかり、蝶は枕にぶら下がる。                                       |
|    | 天つ風     | 20点     | 扇子が枕の上に乗り、蝶は落ちて立つ。                                             |
|    | あしびき   | 30点     | 扇子が枕の上に乗り、蝶は枕にぶら下がる。                                         |
|    | 小倉山     | 30点     | 扇子が枕に寄りかかり、蝶は枕の上で倒れて落ちそうになるが、その蝶を扇子が支える。 |
|    | 世の中は   | 30点     | 扇子が落ちて倒れ、地紙の上に蝶が立つ。                                           |
|    | 恋すてふ   | 35点     | 蝶が落ちて立ち、その蝶に扇子が被さる。                                           |
|    | 由良のと   | 35点     | 扇子が落ちて倒れ、骨の上に蝶が立つ。                                             |
|    | 春すぎて   | 35点     | 扇子が枕に寄りかかり、その扇子に蝶がぶら下がる。                                 |
|    | 御垣守     | 50点     | 扇子が枕の上に乗り、その扇子に蝶がぶら下がる。                                   |
|    | 大江山     | 50点     | 蝶が落ちて立ち、その蝶と枕に扇子が橋を架ける。                                   |

### 戸羽の会の銘定
戸羽の会の銘定は投扇興図式などの銘定を元にした百人一首形式。
扇が蝶を覆った「雲がくれ」や、枕の上で蝶が倒れた「おく霜」が減点になるのが特徴である。
不中扇は0点を意味する。
参加賞: 初霜（3点）

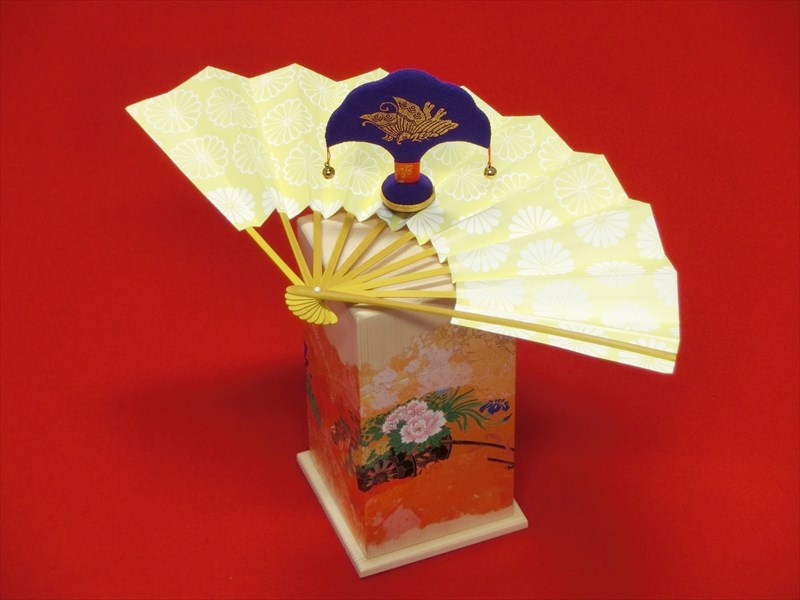
かりほの庵（12点）
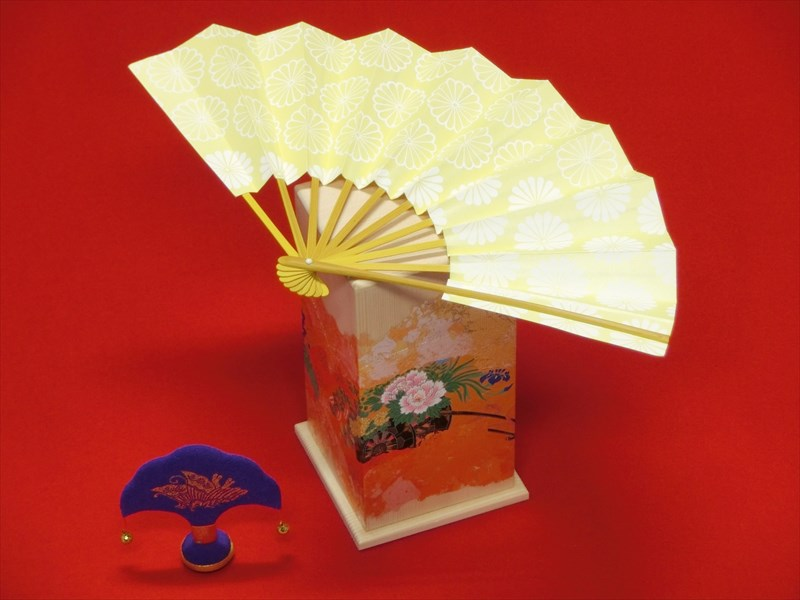
御幸（11点）的玉倒れ8点
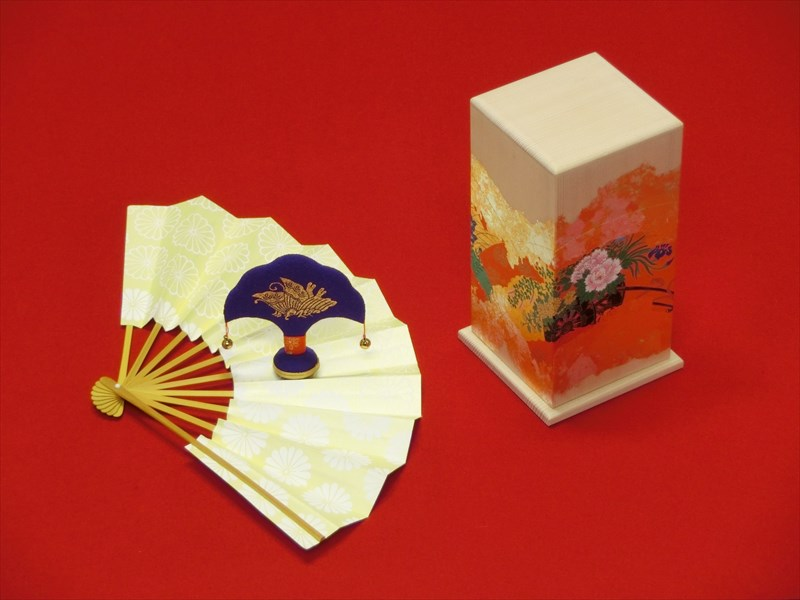
筑波嶺（10点）的玉倒れ7点
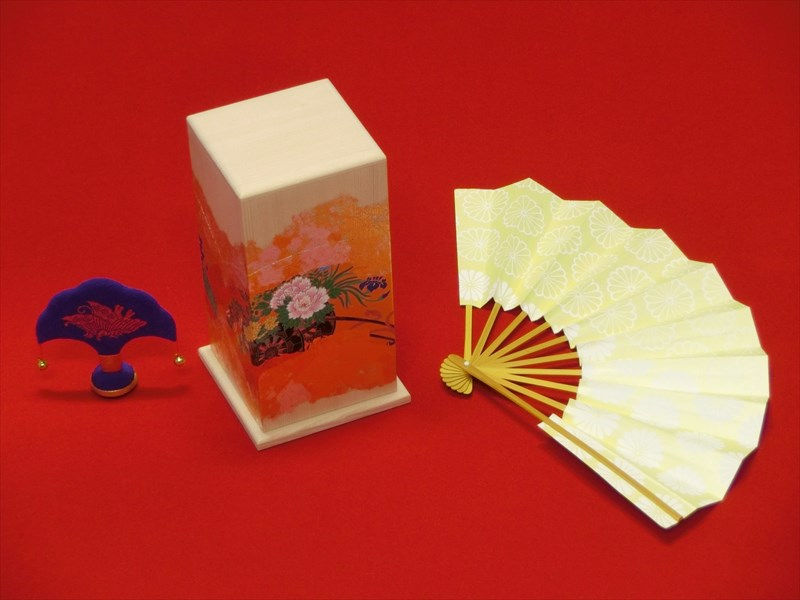
千鳥（9点）
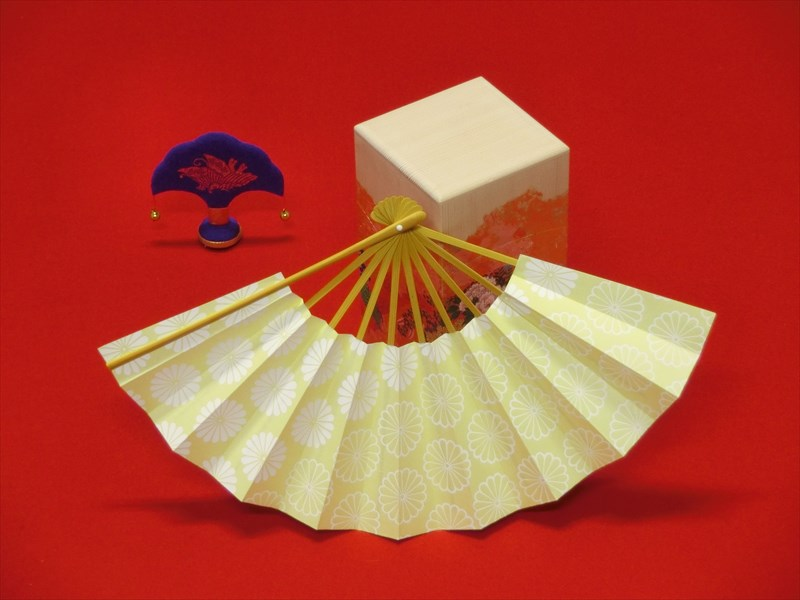
富士（8点）的玉倒れ4点
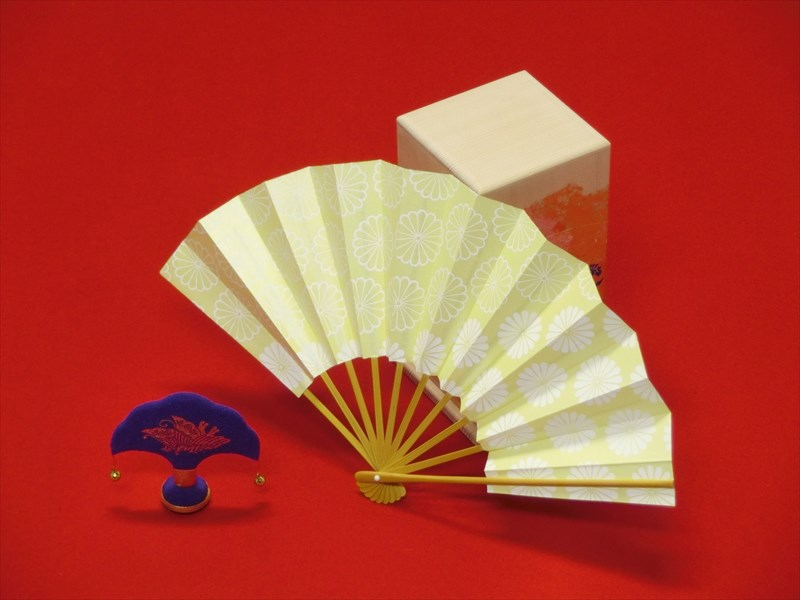
三笠（7点）的玉倒れ4点
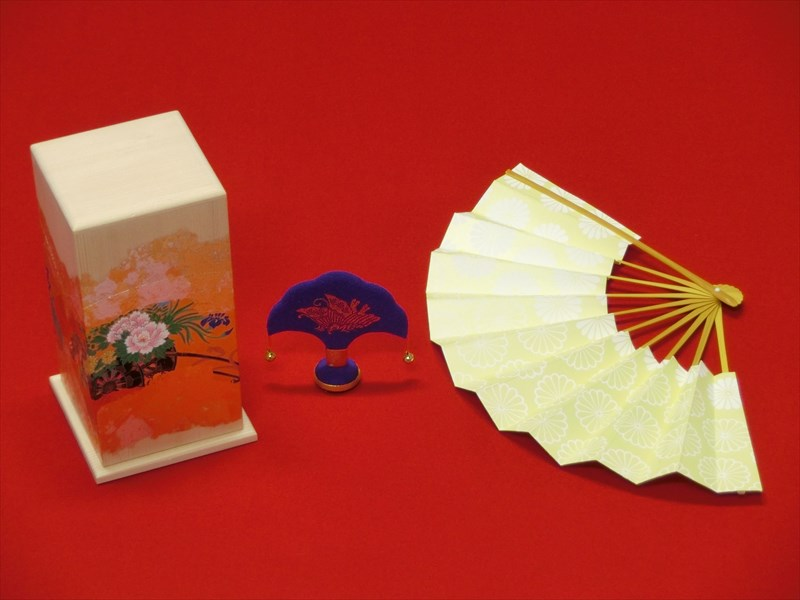
有明（6点）的玉倒れ3点
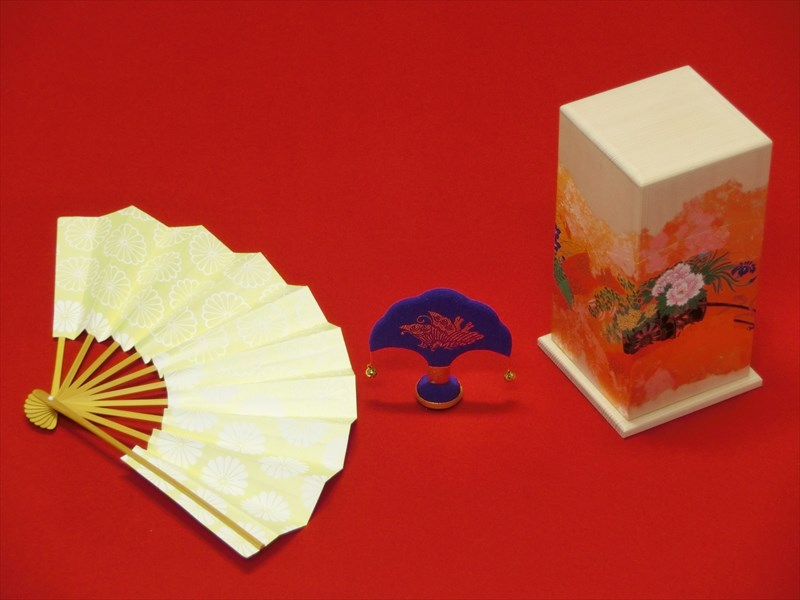
錦（5点）
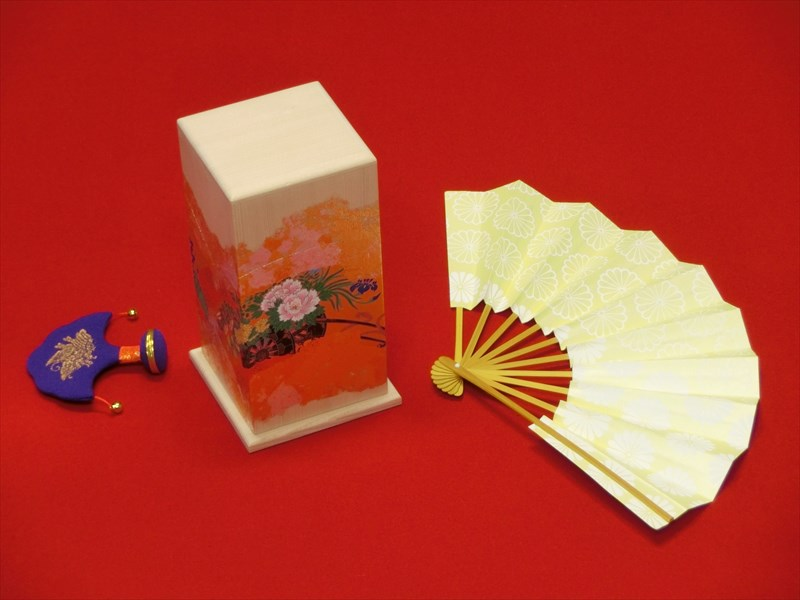
秋の野（4点）
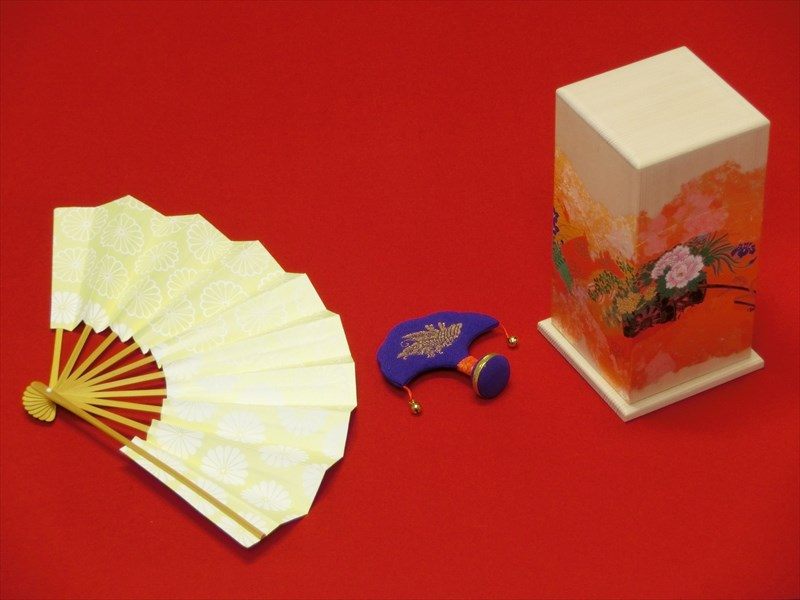
散る花（1点）
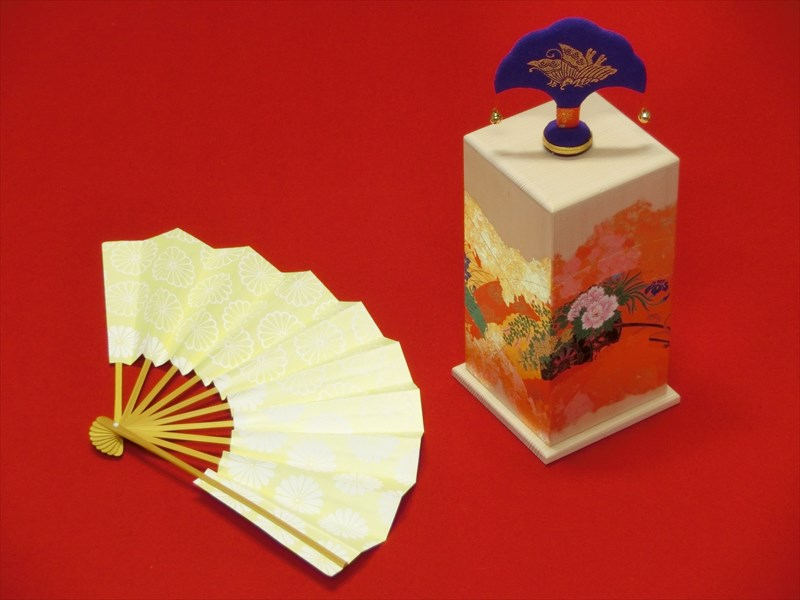
むら雨（不中扇）
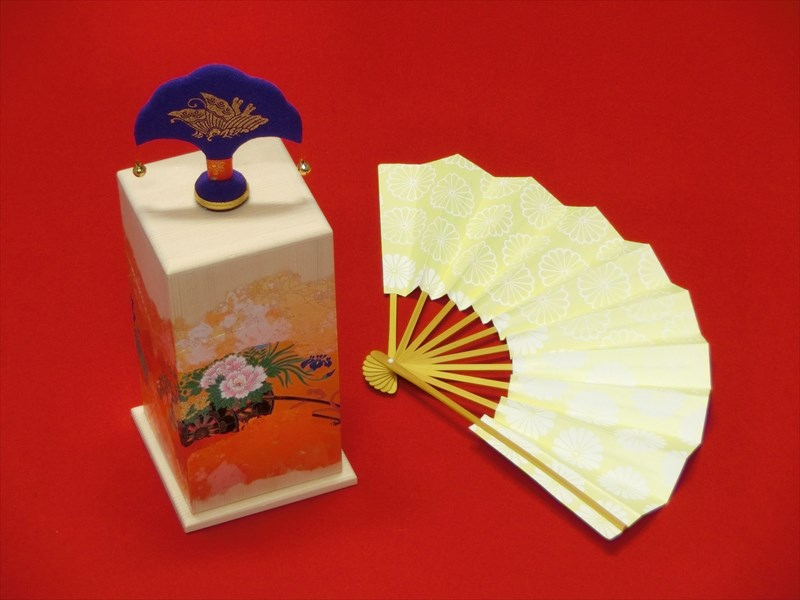
古浪（不中扇）
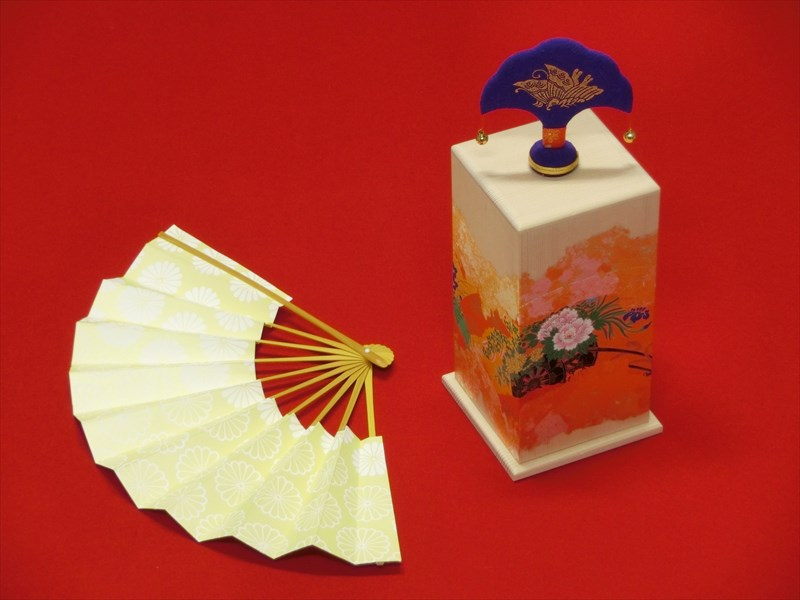
ゆらの戸（不中扇）
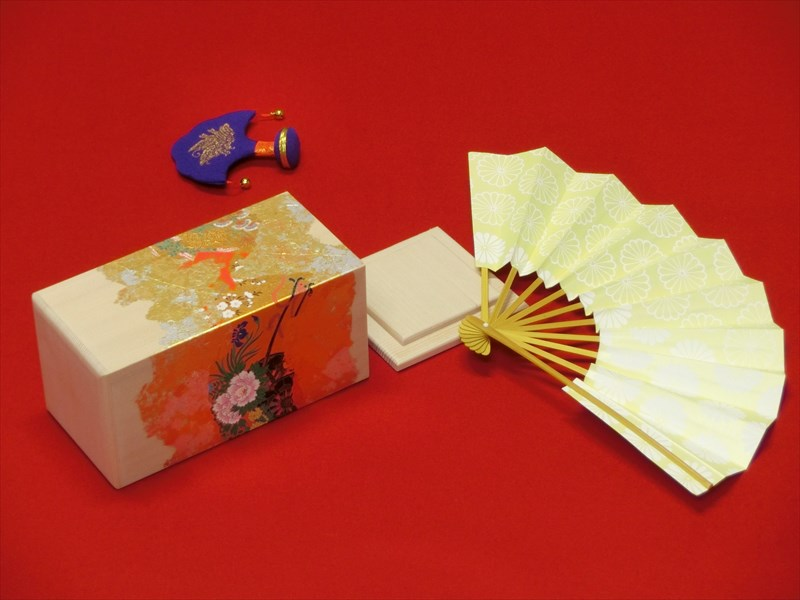
山颪（過料3点）
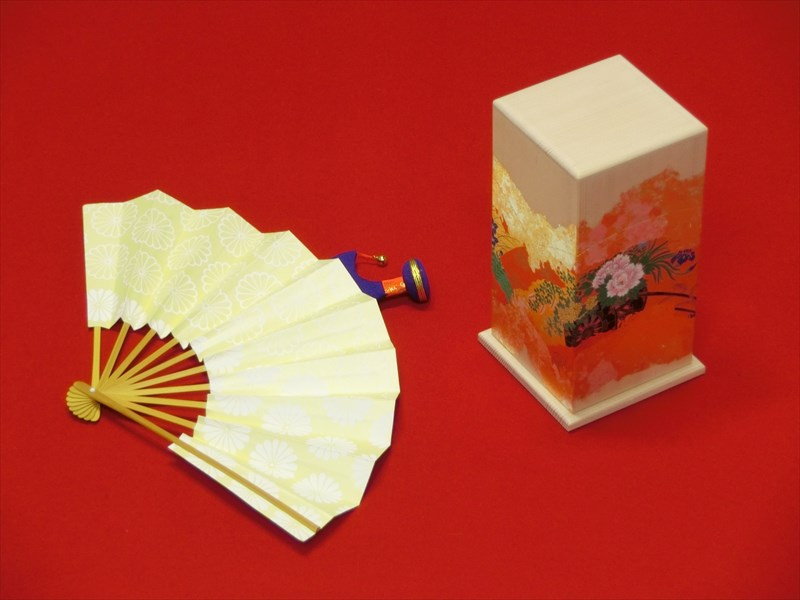
雲がくれ（過料3点）
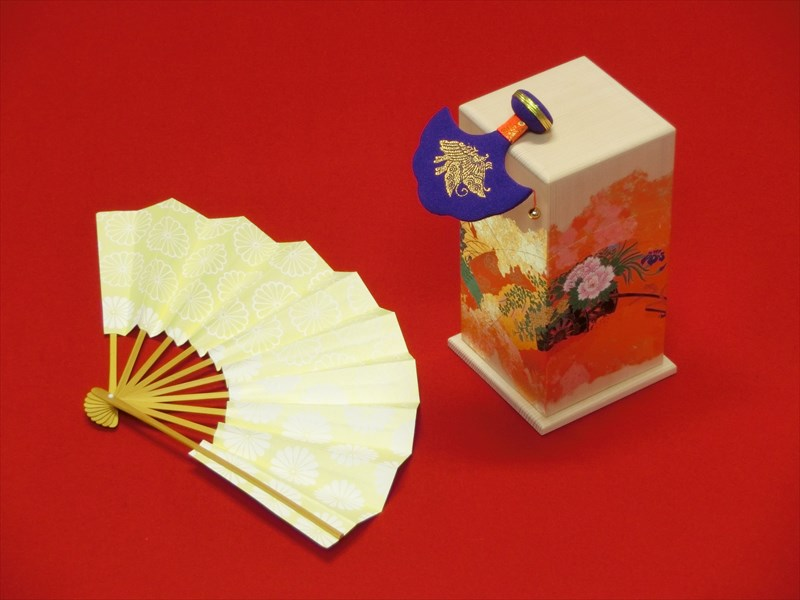
おく霜（過料1点）

敢闘賞: 松山（2点）

### 御扇流の銘定
御扇流は独自の百人一首形式の銘定。
落ちた扇は片付けずに試合を進めるため、「紅葉」のように2本の扇に蝶が挟まれる銘もある。

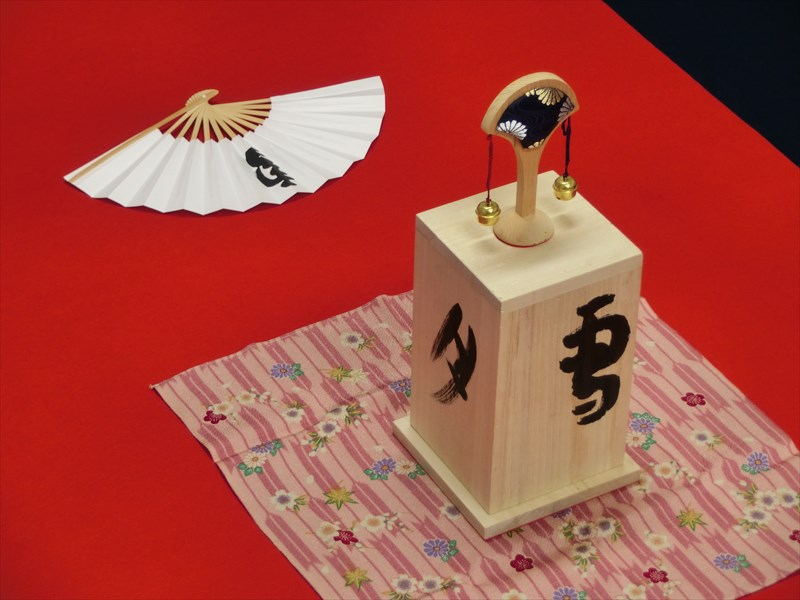
乙女（有点）
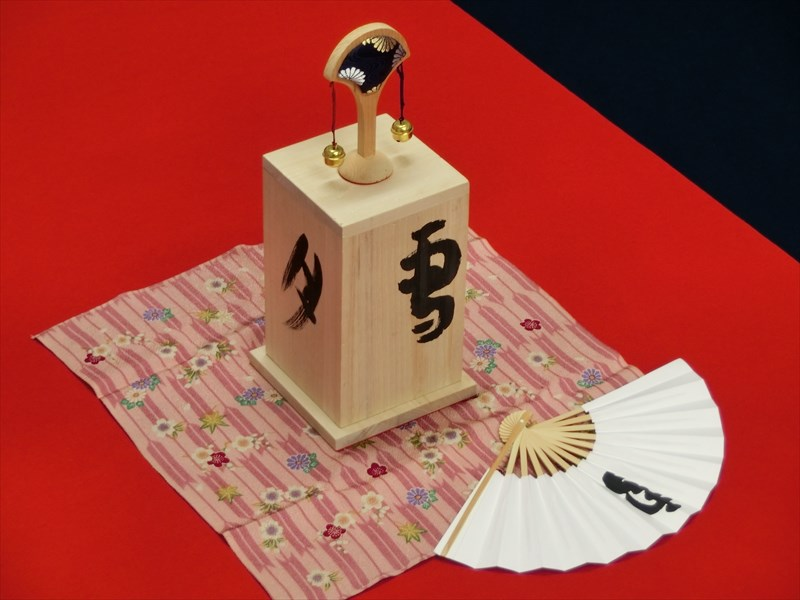
古浪（有点）
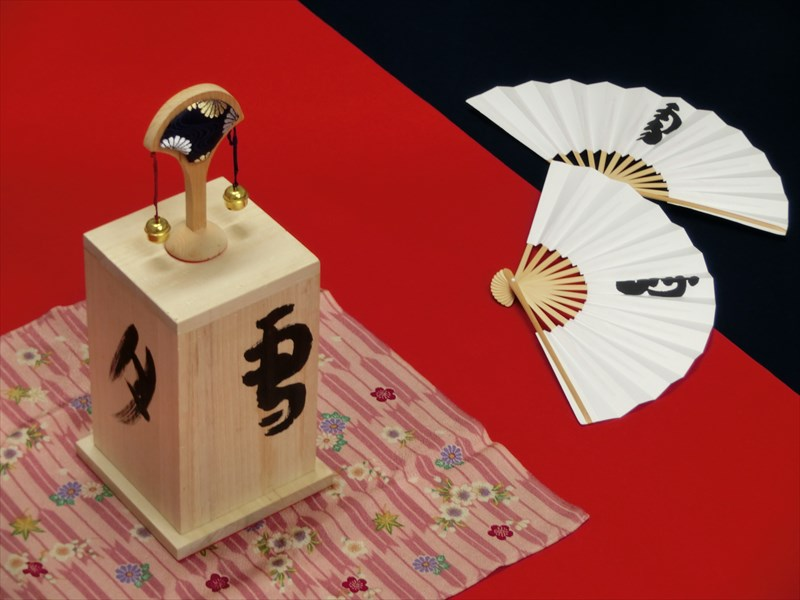
つり船（有点）

要が重なりし時: 初霜（有点）

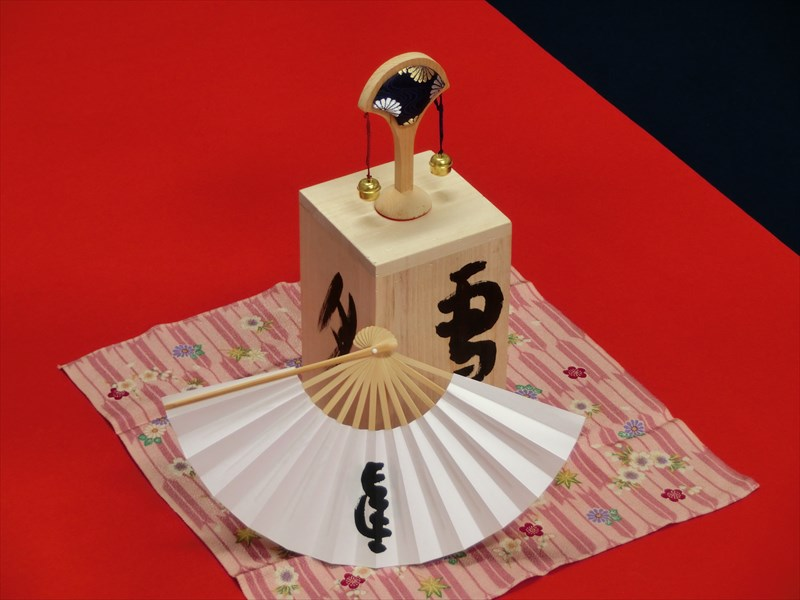
因幡山（1点）
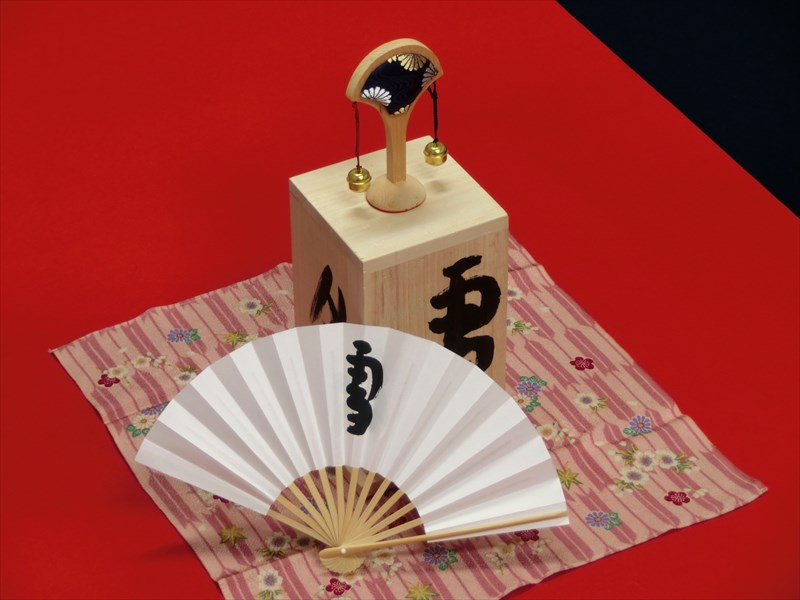
有明（1点）
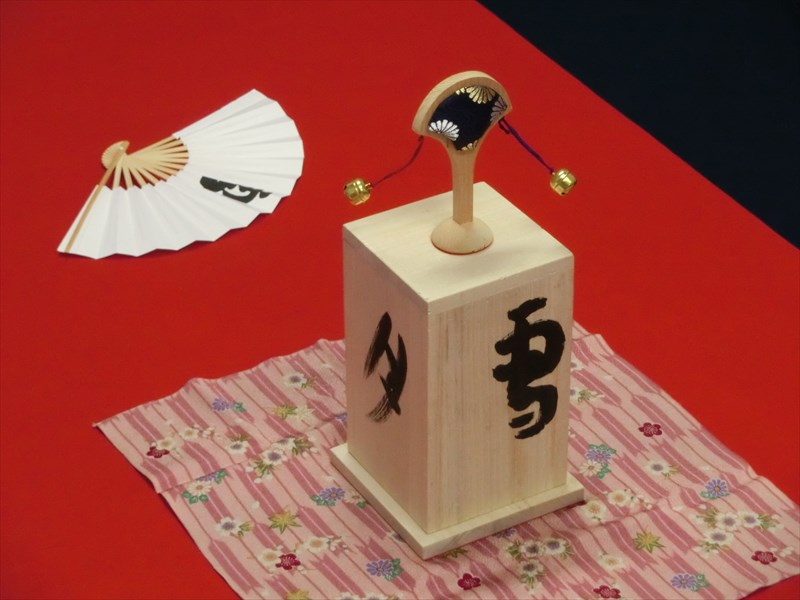
秋風（3点）
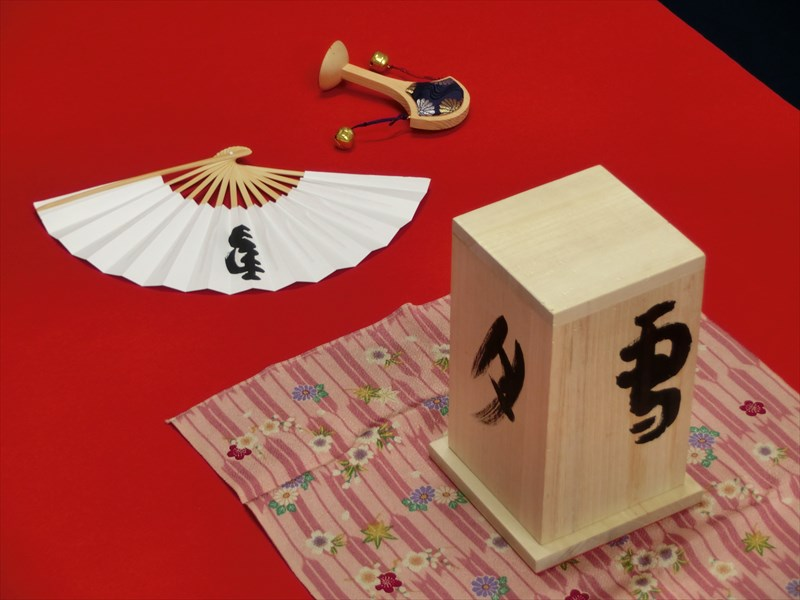
散花（5点）
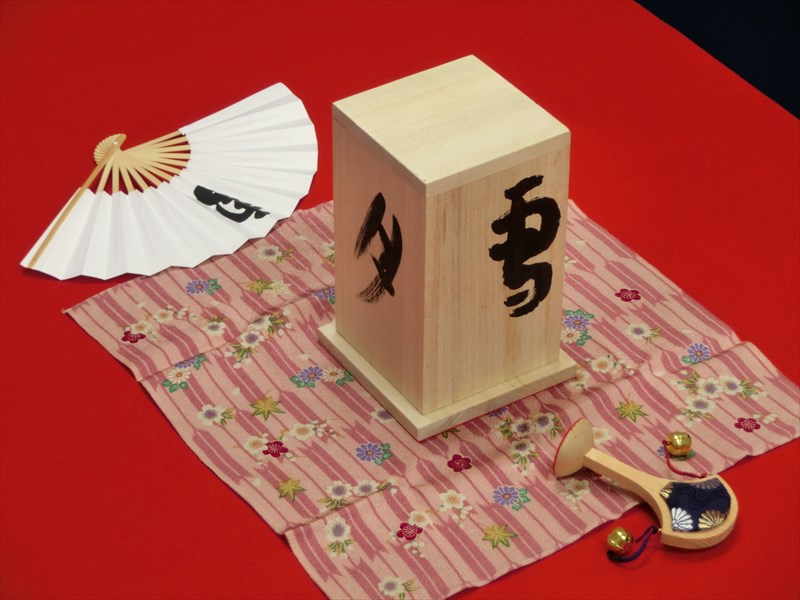
千鳥（7点）
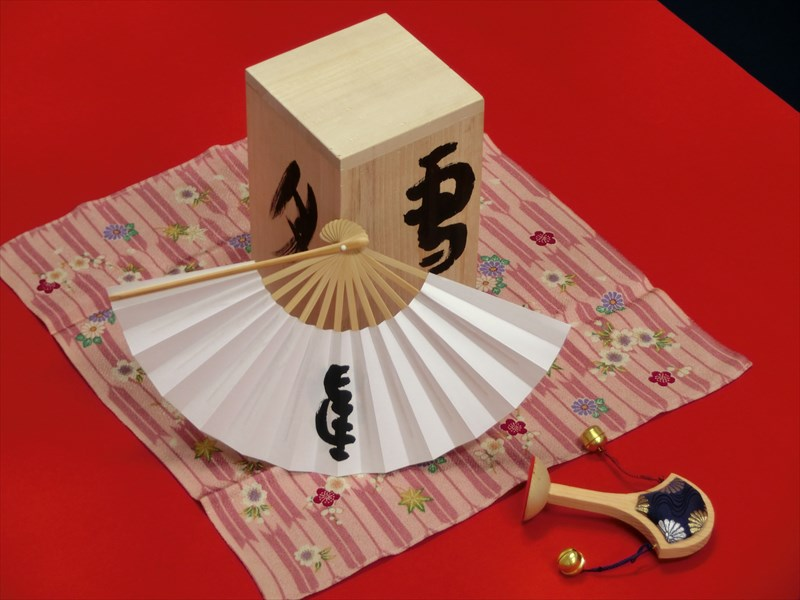
富士（8点）
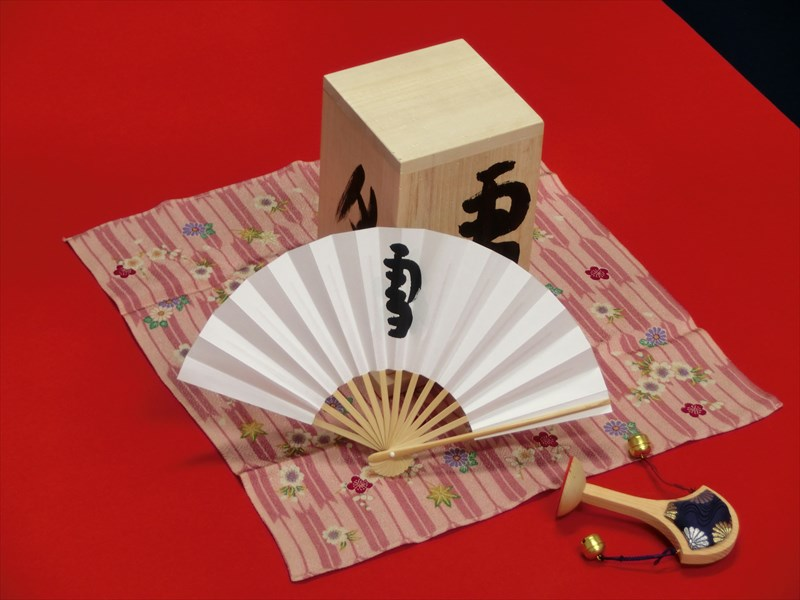
三笠（8点）
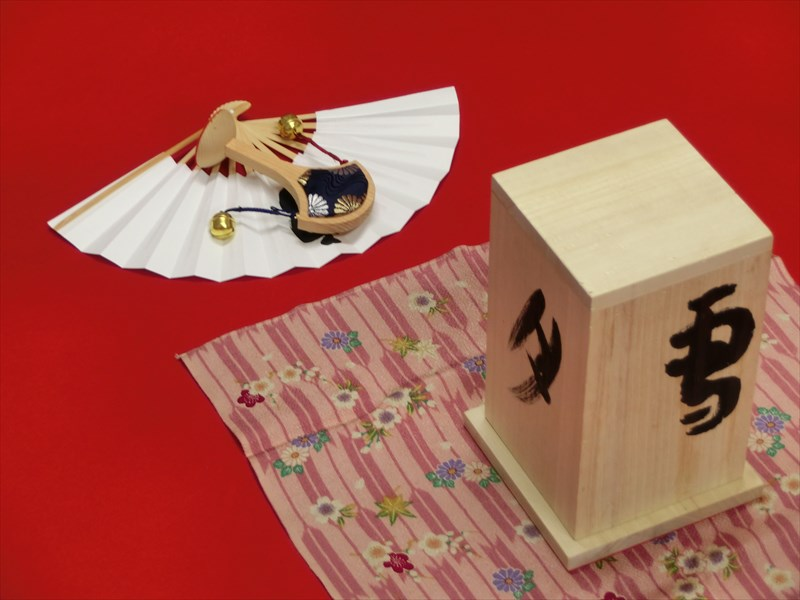
山桜（10点）
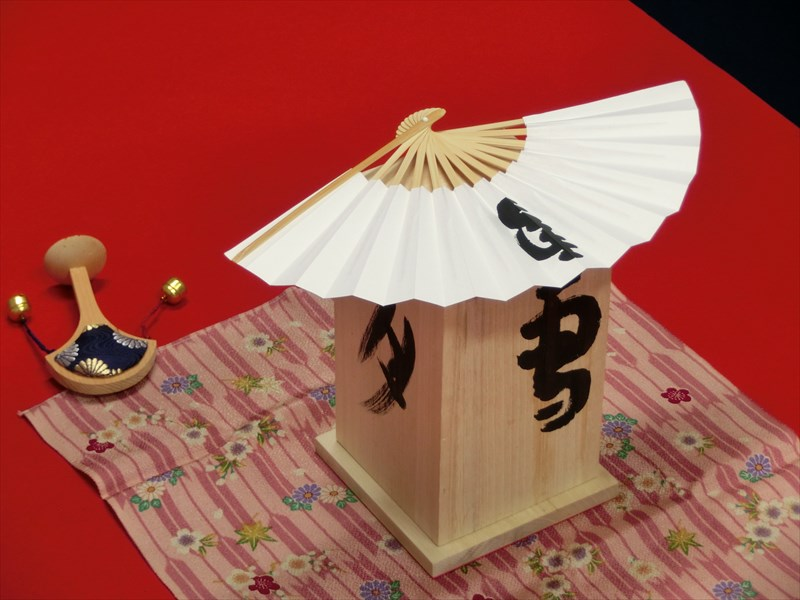
御幸（13点）
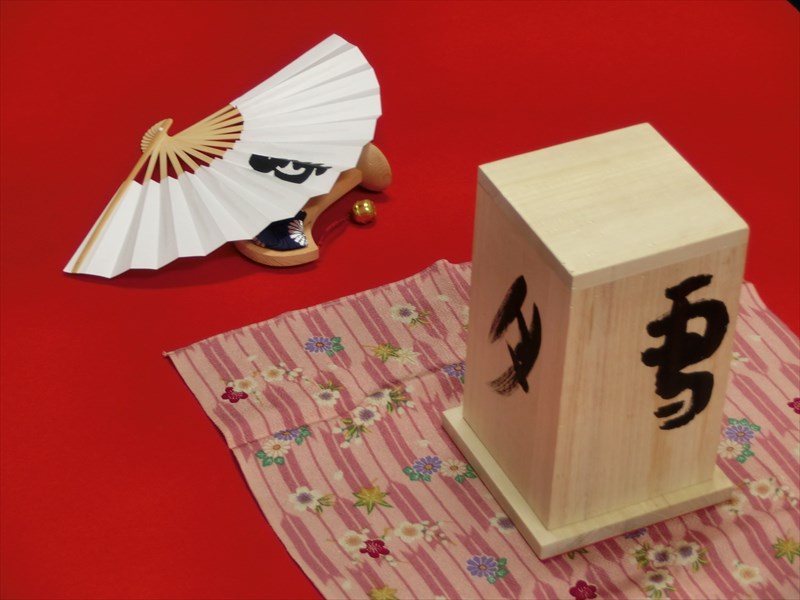
雲隠（13点）
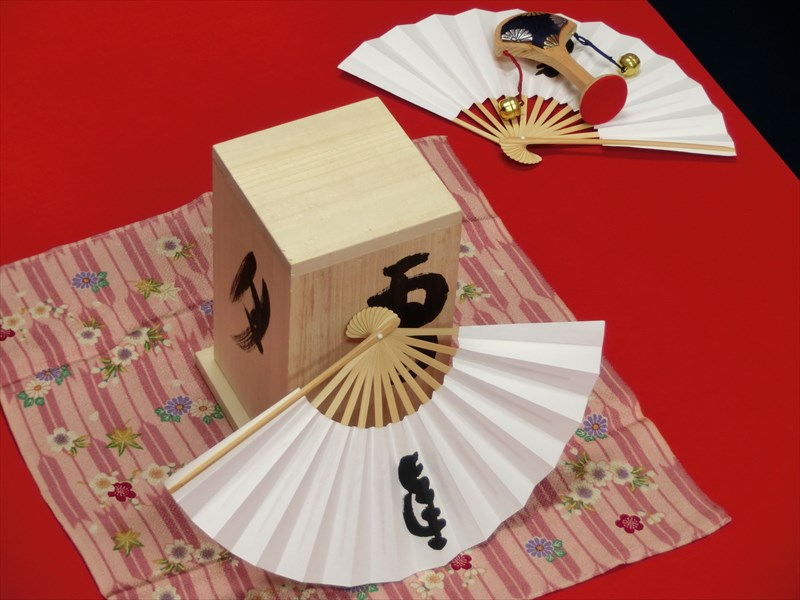
橋立（15点）
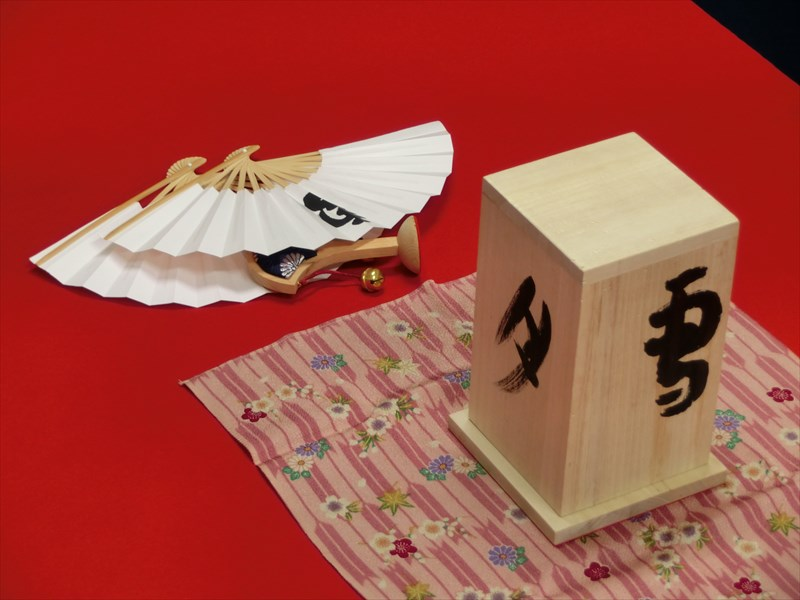
紅葉（23点）
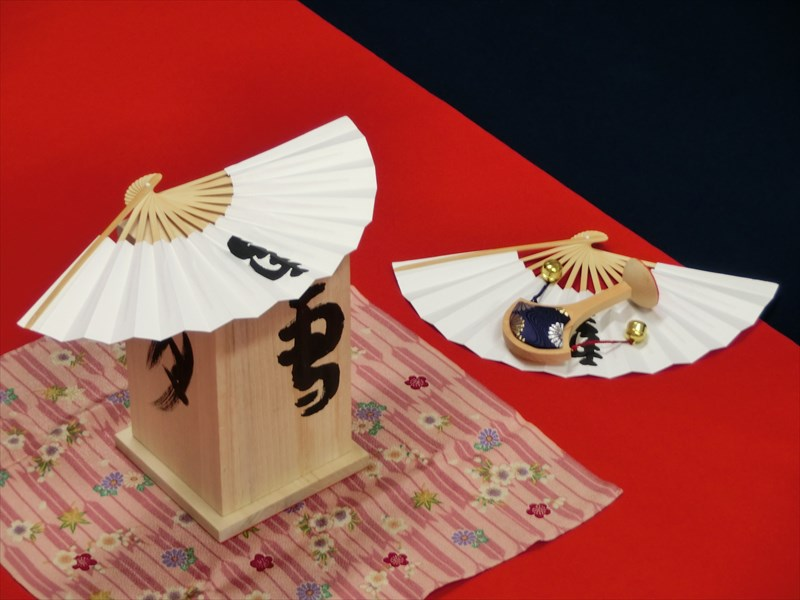
春の野（23点）
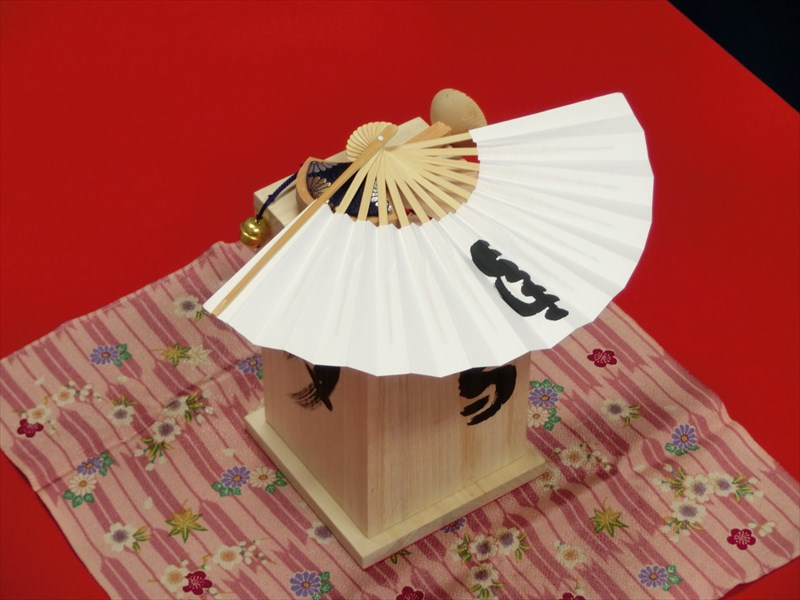
白雪（30点）
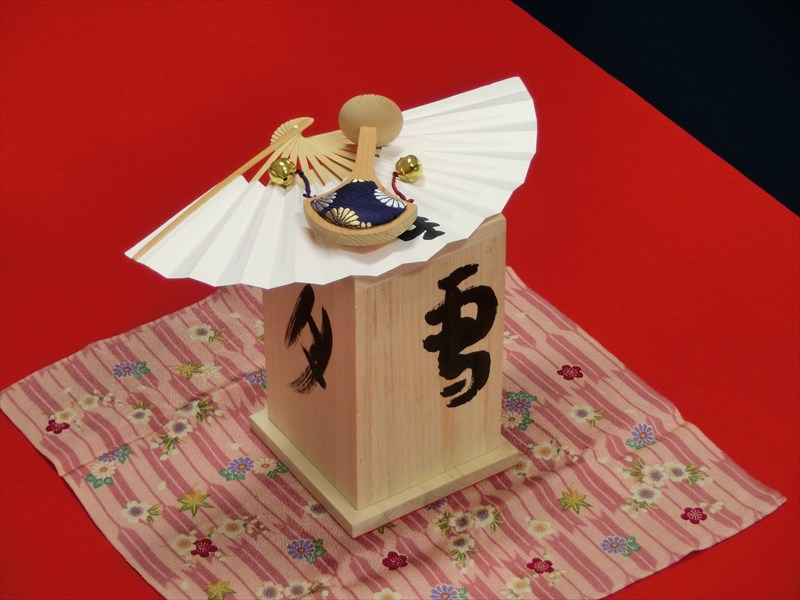
白妙（40点）
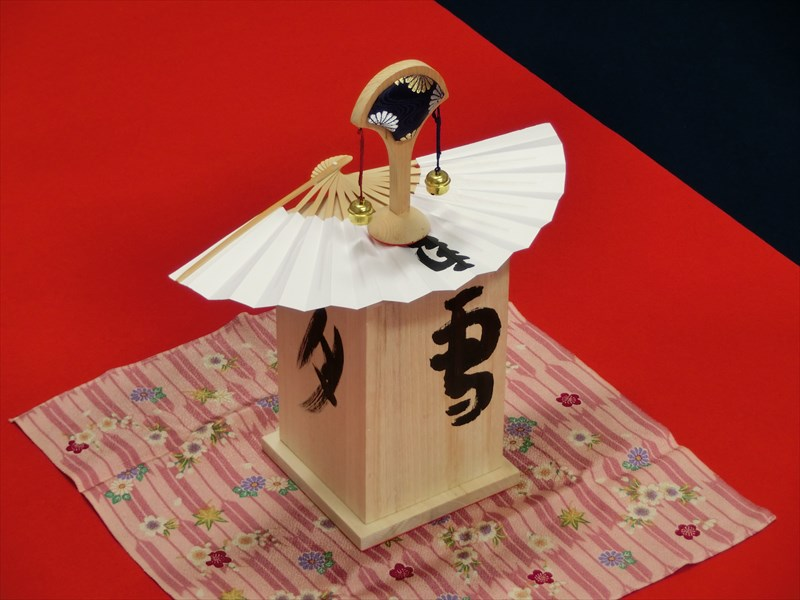
高砂（50点）
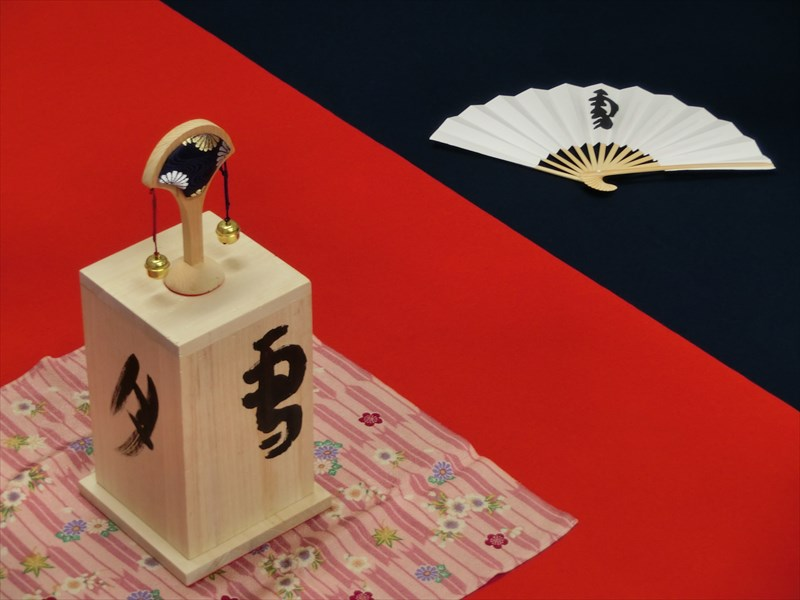
高飛（無点）
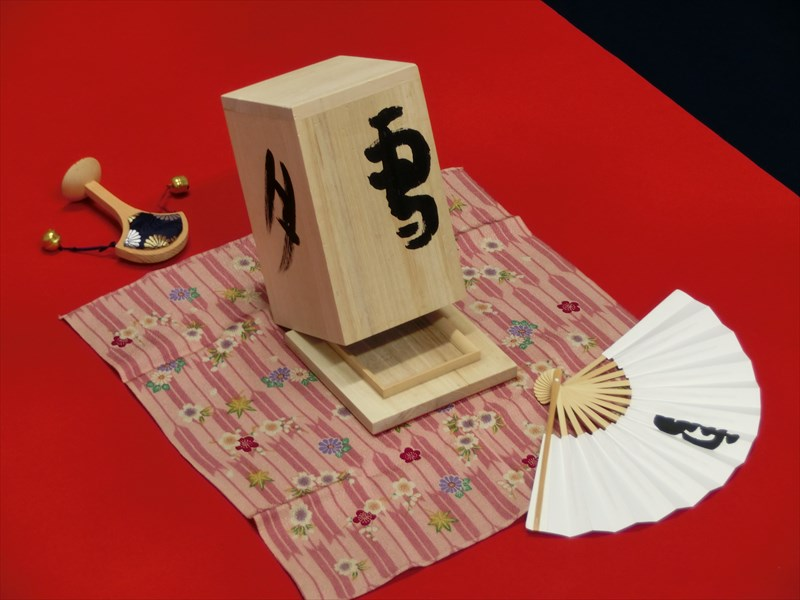
山颪（過料3点）
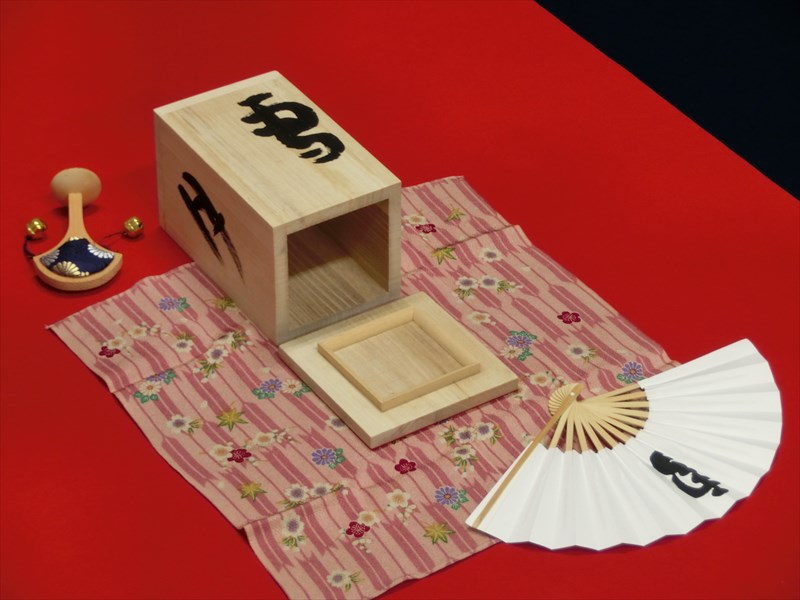
嵐（過料10点）

司扇人が違反と判断した時過料とする: 蝉丸（過料3点）

### 美扇流の銘定
戦前に大阪の心斎橋一丁目で営業していた久保田扇舗の源氏物語形式54種類の点式を復刻し、一部改変して使用している。

### 京要の会の銘定
宮脇賣扇庵や美扇流の源氏物語形式から抜粋した27種類の点式。「扇や 半げしょう」（代表：吉尾佳世子）オリジナル。フジテレビ『ぽかぽか』の金曜コーナーでも採用。
| 藤袴   | 早蕨   | 東屋   |      | 若紫 | 明石 | 蓬生 |      | 浮舟   | 桐壺 | 胡蝶 |
| 02     | 08     | 10     | 15   | 20   | 35   | 20   | 50   | 85     |      |      |
| 初音   | 花散里 | 末摘花 | 宿木 | 須磨 | 夕霧 | 夕顔 | 澪標 | 帚木   |      |      |
| 10     | 03     | 05     | 08   | 10   | 05   | 08   | 35   | 80     |      |      |
| こつん | ゆらり | 関屋   | 常夏 | 手習 | 野分 | 幻   | 螢   | 夢浮橋 |      |      |
| -2     | 02     | 02     | 10   | 0    | -30  | 20   | 45   | 100    |      |      |